# Хрисостомидис, Кипрос
Кипрос Хрисостомидис (греч. Κύπρος Χρυσοστομίδης, 5 июля 1942, Kathikas, Пафос — 1 декабря 2022, Кипр) — кипрский политический деятель, депутат Парламента (2006—2008).

## Биография
Хризостомидес окончил гимназию Пафоса. Он изучал право в Афинском университете на стипендию, предоставленную правительством Греции. Он продолжил учёбу в Люксембургской школе права, опять же на стипендию, где изучал сравнительное право.
Получив дополнительную стипендию, предоставленную правительством Германии, он продолжил обучение в аспирантуре Боннского университета, где получил степень доктора права (Ph.D.). Областью его специализации было коммерческое право. После этого он работал научным ассистентом профессора международного частного права в Боннском университете и продолжил учёбу в Англии.
В течение четырёх лет (1969—1973) Кипрос Хризостомидес работал в Европейской комиссии по правам человека Совета Европы в Страсбурге, Франция. Он вернулся на Кипр в 1973 году и начал заниматься юридической практикой в Никосии незадолго до государственного переворота и турецкого вторжения в 1974 году.
В 1973 году он был назначен сотрудником-корреспондентом Международного института унификации частного права УНИДРУА. В 1999 году Кипр стал полноправным членом UNIDROIT.
С 1981 года до своего назначения официальным представителем правительства в 2003 году он занимался юридической практикой в собственной юридической фирме в Никосии. С 2003 года, когда Тассос Пападопулос стал президентом Кипра, он был официальным представителем правительства до 2006 года.
Хризостомидес покинул свой пост в 2006 году, чтобы принять участие в парламентских выборах 2006 года, в результате которых он стал депутатом Палаты представителей (Кипр), где работал до марта 2008 года, когда был назначен министром юстиции и общественных Заказ. Он ушел в отставку с этого поста в декабре 2008 года, проявив достоинство и приняв на себя политическую ответственность после побега осужденного из центральной кипрской тюрьмы. В то время его отставка получила широкое признание и похвалу.
В 1998 году он основал движение «Epalxis Anasiggrotisis Kentrou» (’Επαλξη Ανασυγκρότησης Κέντρου): политическая группа по реструктуризации центра. В 2006 году он сотрудничал с АКЕЛ Левые-Новые силы на выборах в законодательные органы Кипра в 2006 году. Во время этих выборов он был избран от АКЕЛ Левые-Новые силы депутатом в Палате представителей Кипра.
Хризостомид всегда проявлял живой интерес к общественным делам и стал политически активным в прогрессивном и демократическом центре. Он также принимал участие в научной и общественной жизни Кипра. Он был президентом Политической группы по реструктуризации Центра, созданной в 1998 году.
Хризостомидес был одним из основателей Ассоциации потребителей, членом Ассоциации наук, Ассоциации греческих цивилизаций и Ассоциации исторических исследований. Он был президентом Кипрского института политических исследований и европейских дел, который тесно сотрудничает с различными научными учреждениями Греции и других стран. Он также был членом Международной ассоциации международного права, Греческого института международного права, Ассоциации международного права, а также других международных организаций.
Хризостомидес был членом Международного арбитражного суда (ICC) Международной торговой палаты два срока подряд, до июня 2018 года. Он был членом Комиссии ICC по арбитражу и альтернативному разрешению споров (ADR) на второй срок.
В 2020 году Торгово-промышленная палата Кипра наградила его премией «Лидер кипрского бизнеса».
Был женат на адвокате Элени Г. Поливиу, брак был заключён в 1974 году. У них было две дочери, Дафна и Джорджия.
Умер 1 декабря 2022 года в возрасте 80 лет.